# Maximiliano I, duque y elector de Baviera

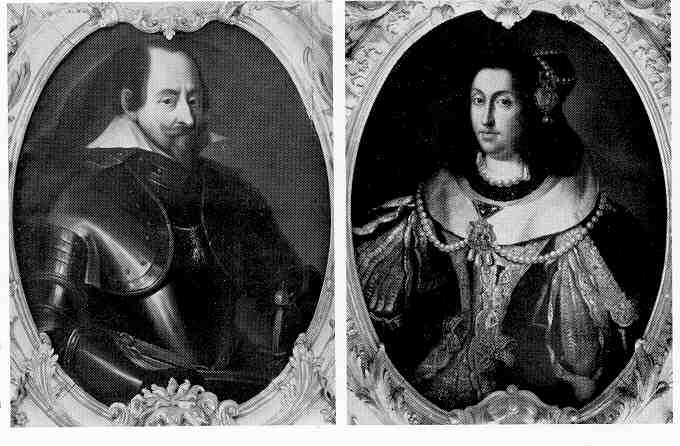
Maximiliano I y su mujer, la archiduquesa María Ana de Austria.

Maximiliano I de Wittelsbach (17 de abril de 1573 - 27 de septiembre de 1651), llamado "el Grande", duque y príncipe elector del Sacro Imperio Romano Germánico. Su reinado estuvo marcado por la Guerra de los Treinta Años (1618-1648).

## Juventud
Nacido en Múnich, fue el primer hijo de Guillermo V de Baviera y de la princesa Renata de Lorena. Fue educado por los jesuitas en la Universidad de Ingolstadt, comenzando a participar en el gobierno en 1591. Se convirtió en Duque de Baviera tras la abdicación de su padre en 1597.

## Matrimonios y descendencia
El 6 de febrero de 1595 se casó en Nancy con su prima, Isabel Renata (1574-1635), hija de su tío el duque Carlos III de Lorena y de la princesa francesa Claudia de Valois. Sólo unos meses después de la muerte de Isabel Renata, Maximiliano se casó, el 15 de julio de 1635 en Viena, con la archiduquesa María Ana de Austria (1610-1665), su sobrina de 25 años, hija del emperador Fernando II de Habsburgo y de su hermana María Ana de Baviera (1574-1616). La motivación principal para este nuevo matrimonio no fueron tanto las razones políticas como la esperanza de conseguir un heredero. A diferencia de su anterior esposa, María Ana de Austria participó activamente en los asuntos políticos. Su primer matrimonio no le dejó descendencia, pero de su unión con María Ana nacerían:
- Fernando María (1636-1679), sucesor de su padre y casado en 1652 con Enriqueta Adelaida de Saboya (1636-1676), y
- Maximiliano Felipe Jerónimo (1638-1705), duque de Baviera-Leuchtenberg, casado en 1668 con Mauricia Febronia de La Tour d'Auvergne (1652-1706), hija de Federico Mauricio de La Tour d’Auvergne, duque de Bouillon.

## La Guerra de los Treinta Años
Maximiliano se abstuvo de cualquier interferencia en la política alemana hasta 1607, cuando le fue confiado el deber de ejecutar la prohibición imperial contra la ciudad libre de Donauwörth, fortaleza protestante. Sus tropas ocuparon la ciudad en diciembre de 1607, haciéndose vigorosos esfuerzos para restaurar la supremacía de catolicismo. Algunos príncipes protestantes, alarmados por esta acción, formaron para defender sus intereses la Unión Protestante, hecho que fue contestado en 1609 con la creación de la Liga Católica, en la cual Maximiliano tomó una parte importante, convirtiéndose en jefe de los católicos alemanes. Bajo su mando fue puesto en pie un ejército para combatir a los protestantes, pero su política fue estrictamente defensiva, rechazando que la Liga se convirtiese en un instrumento en manos de los Habsburgo. Las disensiones con los demás miembros le obligaron a dimitir en 1616, pero el empeoramiento del problema protestante provocó su vuelta a la Liga aproximadamente dos años más tarde.
Rechazó convertirse en candidato al trono imperial en 1619 tras la muerte del emperador Matías. No obstante, afrontó las dificultades del brote de guerra en Bohemia y tras cierta tardanza firmó un tratado con el emperador Fernando II en octubre de 1619, a cambio de grandes concesiones, colocando las fuerzas de la Liga al servicio del emperador. Deseoso de acortar el área de lucha, firmó un tratado de neutralidad con la Unión Protestante y ocupó la Alta Austria como garantía de los gastos de campaña. El 8 de noviembre de 1620, las tropas imperiales al mando de Karel Bonaventura Buquoy, ayudadas por contingentes de Felipe III y de la Liga católica, a las órdenes de Johann T'Serclaes, conde de Tilly, derrotaron a las fuerzas de Federico V del Palatinado, conde palatino del Rin y recién elegido rey de Bohemia tras la deposición como tal del emperador Fernando II por los bohemios, en la Batalla de la Montaña Blanca cerca de Praga.

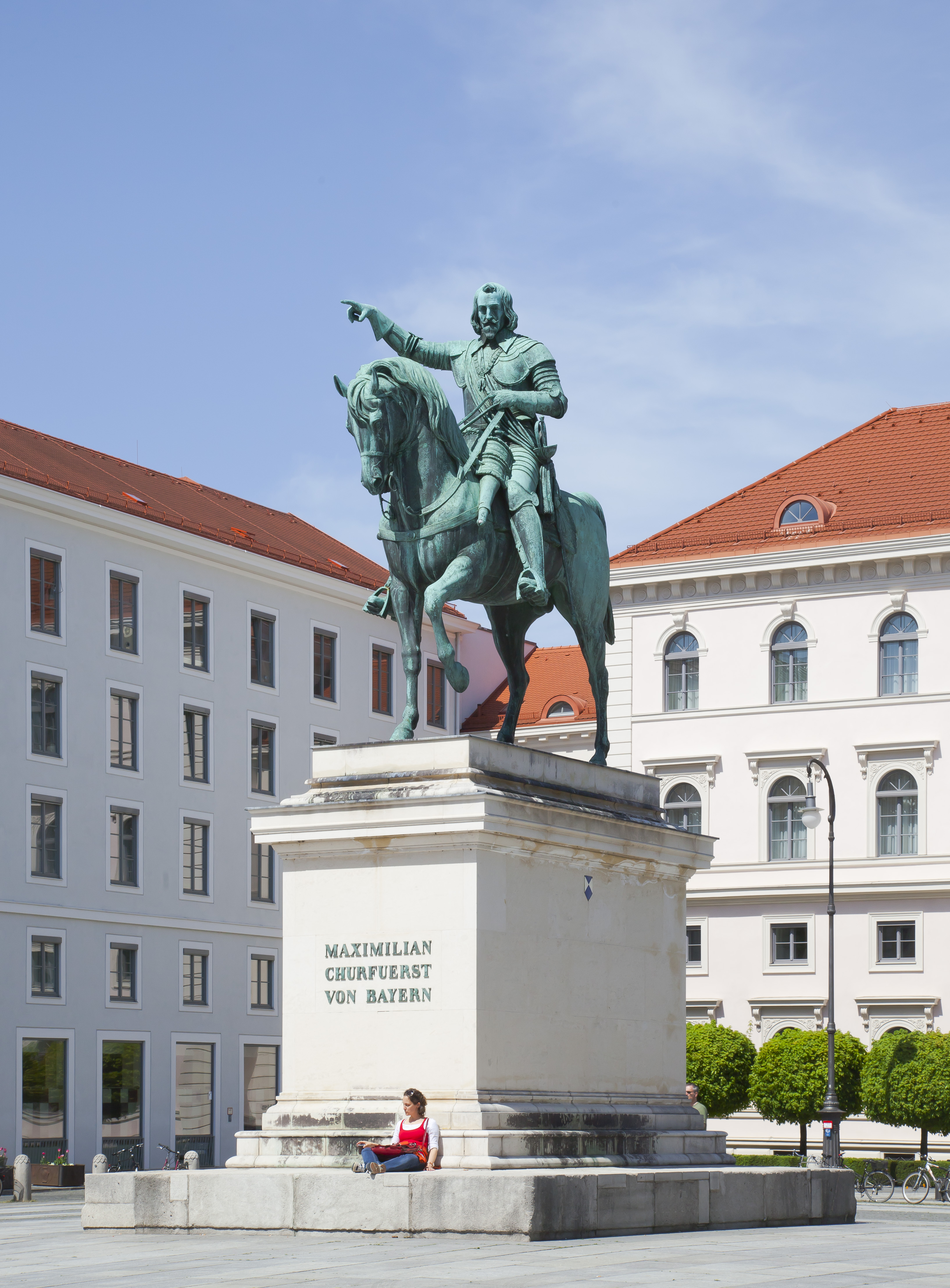
Monumento a Maximiliano I, Múnich.

A pesar del arreglo con la Unión, Tilly devastó el Palatinado Renano, y en febrero de 1623 Maximiliano fue investido con la dignidad electoral que había pertenecido desde 1356 a los condes palatinos del Rin. Después de la conquista del Alto Palatinado y de restaurar en Alta Austria a Fernando II, Maximiliano se convirtió en jefe del partido que procuró causar el cese de Wallenstein del servicio imperial. En la Dieta de Ratisbona de 1630 Fernando II aceptó cesar a Wallenstein, pero las consecuencias de esta decisión fueron desastrosas tanto para Baviera como para el duque. Intentando permanecer neutral durante la guerra, Maximiliano firmó el Tratado secreto de Fontainebleau (1631) con Francia, aunque este no tuvo ningún valor.
En 1632 los suecos marcharon sobre el ducado ocupando Múnich, hecho que obligó a Maximiliano a pedir ayuda a los imperiales y a colocarse bajo las órdenes de Wallenstein, restaurado en el mando de las fuerzas del emperador. Los estragos provocados por los suecos y sus aliados franceses indujeron al elector a entablar negociaciones de paz con el rey Gustavo II Adolfo de Suecia y con el cardenal Richelieu. También propuso desarmar a los protestantes modificando el Edicto de Restitución de 1629, pero sus esfuerzos fueron inútiles. En septiembre de 1638 el Conde Mercy fue convertido en general de artillería del ejército de Baviera, entonces el segundo ejército más grande del Sacro Imperio Romano.
En marzo de 1647, Maximiliano concluyó la Tregua de Ulm con Francia y Suecia, pero los ruegos de emperador Fernando III de Habsburgo le condujeron a romper su acuerdo. Baviera otra vez fue devastada y las fuerzas del elector derrotadas en mayo de 1648 en Zusmarshausen, hasta que la Paz de Westfalia (1648) terminó con las hostilidades. Según este tratado Maximilian conservó la dignidad electoral, que fue hecha hereditaria en su familia; y el Alto Palatinado fue incorporado a Baviera.

## Actividad administrativa y cultural
Maximiliano reorganizó la administración de Baviera y del Ejército bávaro, introdujo del mercantilismo, así como un nuevo corpus juris, el Codex Maximilianeus. En 1610 Maximiliano ordenó ampliar la Residencia de Múnich y mejorar la Hofgarten. Adquirió numerosas pinturas de Alberto Durero, Pedro Pablo Rubens (entre otros de artistas) para la colección Wittelsbach. 
El elector murió en Ingolstadt el 27 de septiembre de 1651, sus entrañas fueron enterradas en la iglesia parroquial de dicha ciudad, y su corazón reposa en la Capilla de Nuestra Señora de Altötting. En 1839 una estatua fue elevada en su memoria en Múnich por Luis, rey de Baviera.

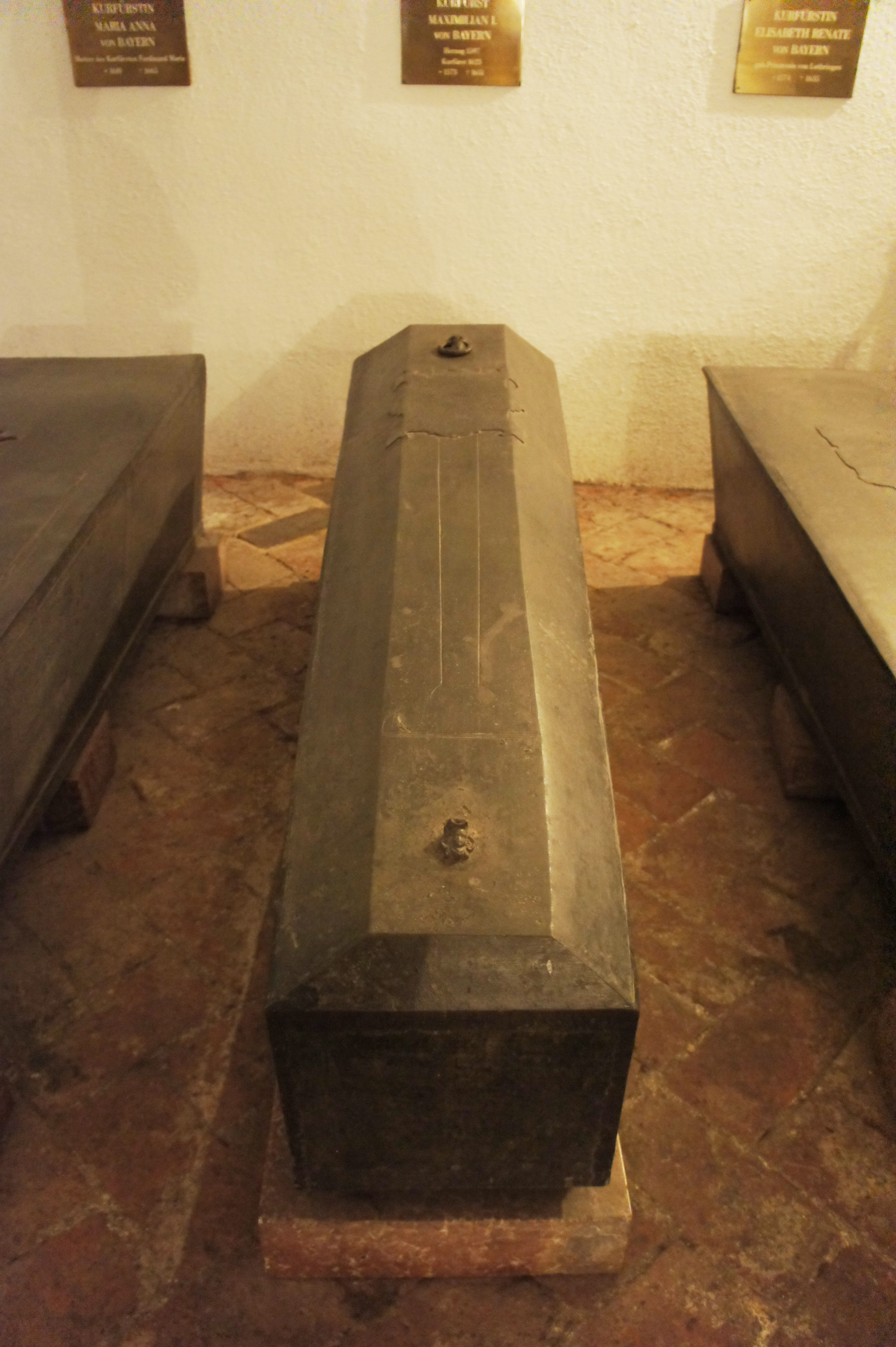
Tumba de Maximiliano I en la Cripta de San Miguel en Múnich.

## Ancestros
| Maximiliano I, Duque y Elector de Baviera | Padre: Guillermo V, Duque de Baviera | Abuelo paterno: Alberto V, Duque de Baviera    | Padre del abuelo paterno: Duque Guillermo IV de Baviera         |
| Maximiliano I, Duque y Elector de Baviera | Padre: Guillermo V, Duque de Baviera | Abuelo paterno: Alberto V, Duque de Baviera    | Madre del abuelo paterno: Duquesa Maria Jakobäa de Baden        |
| Maximiliano I, Duque y Elector de Baviera | Padre: Guillermo V, Duque de Baviera | Abuela paterna: Duquesa Ana de Habsburgo       | Padre de la abuela paterna: Sacro Emperador Fernando I          |
| Maximiliano I, Duque y Elector de Baviera | Padre: Guillermo V, Duque de Baviera | Abuela paterna: Duquesa Ana de Habsburgo       | Madre de la abuela paterna: Emperatriz Ana de Hungría y Bohemia |
| Maximiliano I, Duque y Elector de Baviera | Madre: Princesa Renata de Lorena     | Abuelo materno: Francisco I, Duque de Lorena   | Padre del abuelo Materno: Duque Antonio de Lorena               |
| Maximiliano I, Duque y Elector de Baviera | Madre: Princesa Renata de Lorena     | Abuelo materno: Francisco I, Duque de Lorena   | Madre del abuelo Materno: Duquesa Renata de Borbón              |
| Maximiliano I, Duque y Elector de Baviera | Madre: Princesa Renata de Lorena     | Abuela materna: Princesa Cristina de Dinamarca | Padre de la abuela materna: Rey Cristian II de Dinamarca        |
| Maximiliano I, Duque y Elector de Baviera | Madre: Princesa Renata de Lorena     | Abuela materna: Princesa Cristina de Dinamarca | Madre de la abuela Materna: Reina Isabel de Austria             |